# Enzyklopädien aus dem chinesischen Kulturkreis
Enzyklopädien aus dem chinesischen Kulturkreis wurden bereits sehr früh entwickelt. Enzyklopädieartige Werke entstanden im antiken Kaiserreich China ab etwa 500 v. Chr. auf Bambusstreifen und Schriftrollen; Enzyklopädien im engeren Sinne sind nachweisbar ab etwa 220 n. Chr. Obwohl diese gigantischen außereuropäischen Enzyklopädien älter sind als die des europäischen Raums, haben sie für die Entwicklung dessen, was uns heute als Enzyklopädie bekannt ist, nur untergeordnete Bedeutung, da sie die europäische Traditionslinie der Enzyklopädik nicht oder kaum beeinflussten.
Zur Periodisierung: siehe Geschichte Chinas und Zeittafel China.

## Westliche Zhou-Dynastie(西周, Xizhou, 1100–770 v. Chr.)
Erste enzyklopädieartige Werke sollen aus der frühen Zhou-Dynastie stammen; diese Werke werden zwar in späteren Werken zitiert, sind aber nicht überliefert.

## Östliche Zhou-Dynastie(東周, Dongzhou, 770–256 v. Chr.) und Folgejahre
Lüshi chunqiu (呂氏春秋, dt. „Frühling und Herbst des Lü Bu Wei“) entstand in China am Ende der Streitenden Reiche kurz vor Gründung des ersten chinesischen Kaiserreiches Qin. Als Autor oder Kompilator gilt Lü Buwei.
Erya (爾雅, dt. „Annäherung an die Korrektheit“) ist ein enzyklopädischer Thesaurus aus dem 3.-1. Jahrhundert v. Chr. Das Werk ist untergliedert in 19 Kapitel (u. a. Architektur, Musik, Die Erde, Berge, Gewässer, Gräser, Bäume, Meerestiere, Vögel un andere fliegende Tiere, Wildtiere, Haustiere usw.) und wird traditionell einem Schüler des Konfuzius zugeschrieben, möglicherweise basierend auf Vorarbeiten des Herrschers von Zhou (周公旦) aus dem 11. Jahrhundert v. Chr.

## Frühere Han-Dynastie(前漢, Qian-Han, 207 v. Chr.–6/8 n. Chr.)
Xinshu (Das neue Buch), verfasst von Djia I (* 198 v. Chr.; † 166 v. Chr.), eine Ideenverschmelzung, wird wegen seiner Klarheit und Schönheit des Stils gerühmt. Angeblich wurde aufgrund dieses Buches Gelb zur kaiserlichen Farbe erklärt.
Huainanzi (Meister von Huainan), verfasst von Liu An (*179 v. Chr.; † 122 v. Chr.), stellt eine Übersicht über das Wissen dieser Zeit dar. Der Autor versammelte eine Reihe von Philosophen um sich und verarbeitete das Ergebnis der Gespräche zu einem Buch, welches stark vom Daoismus geprägt ist.

## Spätere Han-Dynastie(後漢,Hou-Han, 25–220 n. Chr.)
Shuo Wen Jie Zi (說文解字) ist ein enzyklopädisches Wörterbuch aus der späten Han-Dynastie. Es wurde verfasst von Xu Shen (許慎, 58–147). Es teilt die chinesischen Zeichen in 540 Radikale (bushou, 部首) ein; Xu Xuan (徐鉉, † 991) verfasste einen Kommentar.

## Tang-Dynastie(唐, 618–907)
Das Tong Dian (通典; auch: Tong-dian oder Tongdian; dt. „Umfassendes Handbuch“) von Du You (杜佑) aus dem 8. Jahrhundert ist in neun Abschnitte unterteilt:
1. shihuo (Essen und Geld),
2. xuanju (Prüfungen und Aufstieg),
3. zhiguan (Büros),
4. li (Bräuche),
5. yue (Musik),
6. bing (Militär),
7. xingfa (Strafrecht),
8. zhoujun (Verwaltung),
9. bianfang (Verteidigung der Landesgrenzen)

Zheng dian (dt. „Handbuch der Politik“) ist eine Enzyklopädie von Liu Zhi.
Yiwen leiju (藝文類聚, dt. „Nach Sachgruppen geordnete Sammlung von literarischen Texten“) ist eine Enzyklopädie von Ouyang Xun (歐陽詢), Linghu Defen (?), and Chen Shuda (陳叔達), veröffentlicht 622.
Fa yuan zhu lin (法苑珠林) (dt. „Perlenwald im Garten des Dharma“), eine buddhistische Enzyklopädie in 100 juan-Kapiteln, kompiliert von Daoshi 道世, datiert 668.

## Song-Dynastie(宋 960–1279)
Tong zhi (通治, auch Tongzhi; dt. „Umfassende Abhandlung der Politik und Gesetze“) ist eine politische Enzyklopädie von Zheng Qiao.
Song si da shu (宋四大書; „Vier große Bücher von Song“) ist eine Sammelbezeichnung für vier große Enzyklopädien aus dem 10. Jahrhundert, die während der Regentschaft des Herrschers Tai-zong (976–997) unter Leitung von Li Fang (李昉, † 996) angefertigt wurden.
- Die Enzyklopädie Tai Ping Yu Lan (太平御覽, Tai-ping yu-lan; „Kaiserliche Taiping-Enzyklopädie“), eine allgemeine Enzyklopädie, wurde von Li Fang (oder Li Feng) zwischen 977 und 981 (andere Quellen: 983) zusammengestellt und umfasst etwa 1000 Faszikel; sie wurde zuletzt 1959 neu aufgelegt (nach anderen Quellen: 1812). Die Tai Ping Yu Lan enthält unter anderem auch ganze Gedichte oder auch kurze Redewendung wie beispielsweise Yu hu mou pi („Mit einem Tiger um dessen Haut verhandeln“)[7].

- Taiping guangji, eine Sammlung von Geistergeschichten und mysteriösen Ereignissen (guaiji, 怪記).

- Ce fu yuan gui (冊府元龜, auch: Cefu yuangui; „The Prime Turtle of the Record Bureau“), eine politische Enzyklopädie in Form einer Anthologie von politischen Essays von Wang Qinruo (王欽若, † 1025), erschienen 1013[8].

- Wenyuan yinghua (文苑英華, „Blumen und Blüten des Gartens der Literatur“), eine literarische Anthologie von Li Fang (李昉), Song Bai (宋白) und Xu Xuan (徐鉉).

Wen xian tong kao (文獻通考, auch: Wenxian tongkao; „Umfassende Studien der Literatur“) ist eine Enzyklopädie von Ma Duanlin (馬端臨), unterteilt in 24 Abschnitte, veröffentlicht 1317.
In der Enzyklopädie Liu Ching Thu um 1155 ist die älteste gedruckte Landkarte enthalten; die Holzschnittkarte stellt Westchina dar. Eine Kopie der Karte befindet sich in der chinesischen Nationalbibliothek in Peking.
Yuhai (玉海, auch Yuhai ; dt. „Jadeozean“) ist eine Enzyklopädie von Wang Yinglin (王應麟, 1223–1296), abgeschlossen 1252 (Song), erstmals veröffentlicht 1337 (Yuan), untergliedert in 19 Abschnitte.

## Yuan-Dynastie(元, 1271–1368)
Wen xian tong kao (文選通考; auch: Wen-hsuan-t'ung-k'ao oder Wen-xian tong-kao; deutsch: „Allgemeine Untersuchung wichtiger Aufzeichnungen“) ist eine 1317 (andere Quellen: 1319) veröffentlichte Enzyklopädie von Ma Duanlin (1245–1322, auch bekannt als Ma Tuan-lin), sie umfasst 348 Bände.
Nong shu ist eine agrarwissenschaftliche Enzyklopädie von Wang Zhen.

## Ming-Dynastie(明, 1368–1644)
San cai tu hui (三才圖會, auch Sancai tuhui; „Collected illustrations of the three realms (Heaven, Earth and Man)“) ist eine Enzyklopädie von Wang Qi (Ming), die in 14 Abschnitte unterteilt ist.

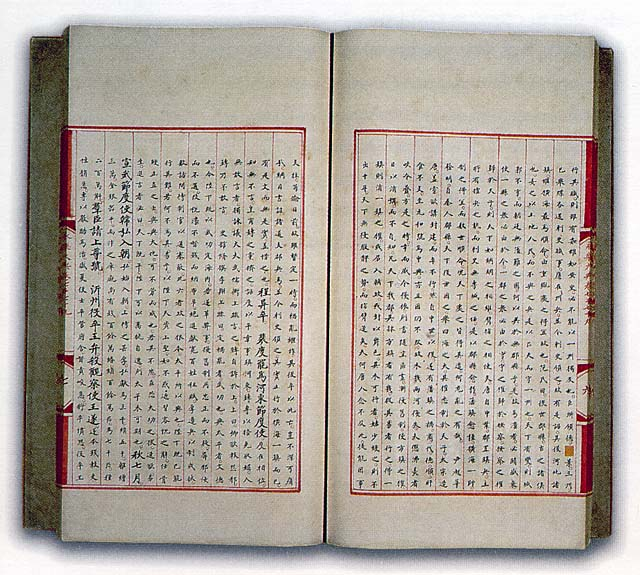
Yongle Dadian, Handschrift, etwa 1403

Yongle Dadian (永樂大典, Yong-Le-Enzyklopädie) ist eine weitere namhafte chinesische Enzyklopädie aus dem 15. Jahrhundert. Sie gilt als die berühmteste und fachlich ausgereifteste Enzyklopädie des chinesischen Altertums. Sie wurde von über 3.000 Gelehrten erstellt und 1408 fertiggestellt. Das Werk umfasst 22.877 Faszikel beziehungsweise 11.095 Bände. Der Platzbedarf der Manuskripte beträgt 40 Kubikmeter. Das am Kaiserhof aufbewahrte Original-Manuskript ging auf mysteriöse Weise verloren. Es existiert nur noch eine Abschrift, die im Lauf der sechs Jahrhunderte ihrer Existenz verstümmelt und schwer beschädigt wurde. Weltweit existieren heute nur noch etwa 400 Bände, also nur etwa vier Prozent des Gesamtwerks; davon befinden sich 223 in China. Die chinesische Nationalbibliothek sammelt seit 1912 Reste der Enzyklopädie und versucht seit 2002, die Fragmente zu restaurieren.
Die Enzyklopädie Tiangong kaiwu (dt. „Die Nutzung der natürlichen Vorkommen“) von Song Yingxing aus dem Jahr 1637 (Ming-Dynastie) dokumentiert in 18 Kapiteln das technische Wissen und die Erfahrungen Chinas bis zum frühen 17. Jahrhundert. Behandelt werden unter anderem die Bereiche Nahrungsmittel und Kleidung, Keramiken, Boots- und Wagenbau, Metallurgie, Papier, aber auch die Herstellung von Waffen, Wein und Schmuck.

## Qing-Dynastie(清, 1644–1911)

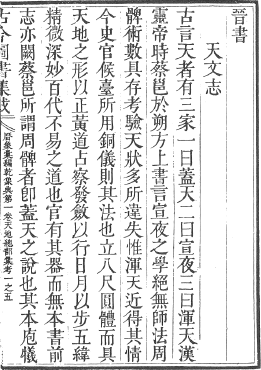
Seite des Gujin tushu jicheng

Die Leishu (類書 / 类书,  lèishū, Enzyklopädie geordnet nach Sachgebieten) der imperialen Bibliothek des Kaisers Qianlong (reg. 1736–1796).
Die Enzyklopädie Gujin tushu jicheng (古今圖書集成, dt. „Sammlung von Tafeln und Schriften aus alter und neuer Zeit“; auch: Qinding Gujin tushu jicheng 欽定古今圖書集成, „Auf kaiserlichen Befehl kompilierte und edierte Sammlung von Tafeln und Schriften aus alter und neuer Zeit“) erschien 1726 in Peking in 5.020 Bänden unter Leitung von Jiang Tingxi. Sie ist die erste systematisch aufgebaute und gedruckte sowie die umfangreichste chinesische Enzyklopädie. Sie ist untergliedert in sechs Abteilungen (huibian 彙編) mit mehreren Sektionen (dian 典):
1. Kalender (歷象, lixiang):
  - 乾象 qianxiang Himmel,
  - 歲功 suigong Jahreszeiten und Agrikultur,
  - 歷法 lifa Kalender,
  - 庶徵 shuzheng Seltsame Erscheinungen.
2. Geographie (方輿, fangyu):
  - 坤輿 kunyu Erde,
  - 職方 zhifang Verwaltung,
  - 山川 shanchuan Geographie,
  - 邊裔 bianyi Nachbarstaaten.
3. Erleuchtung menschlicher Beziehungen (明倫, minglun):
  - 皇極 huangji Kaiser,
  - 宮闈 gongwei Kaiserlicher Palast,
  - 官常 guanchang Büros,
  - 家範 jiafan Familie,
  - 交誼 jiaoyi Freundschaft,
  - 氏族 shizu Klan,
  - 人事 renshi Menschliche Beziehungen,
  - 閨媛 guiyuan Frauen.
4. Enzyklopädie (博物, bowu):
  - 藝術 yishu Kunst und Unterhaltung,
  - 神異 shenyi Götter und Fabelwesen,
  - 禽蟲 qinchong Tiere,
  - 草木 caomu Pflanzen.
5. Schule und Ausbildung (理學, lixue):
  - 經籍 jingji Kanonische und nichtkanonische Bücher,
  - 學行 xuexing Erziehung und Rekrutierung,
  - 文學 wenxue Literatur,
  - 字學 zixue Schriftzeichen.
6. Wirtschaft und Gesetze (經濟, jingji):
  - 選舉 xuanju Prüfungen und Aufstieg,
  - 銓衡 quanheng Gewichte und Maße,
  - 食貨 shihuo Ernährung und Kommerz,
  - 禮儀 liyi Riten und Etikette,
  - 樂律 yuelü Musik,
  - 戎政 rongzheng Kriegspolitik,
  - 祥刑 xiangxing Strafrecht,
  - 考工 kaogong Gewerbe und Handwerk.

Ein fast vollständiges Exemplar befindet sich in der Staatsbibliothek zu Berlin – Preußischer Kulturbesitz (ehemalige Preußische Staatsbibliothek) (identisch mit Bebilderte Sammlung der Vergangenheit und Gegenwart, 1728 in 10.000 Kapiteln und mit 10 Millionen Schriftzeichen [?]).

## Republik China(中華民國, Zhōnghuá mínguó, 1912–1949F)

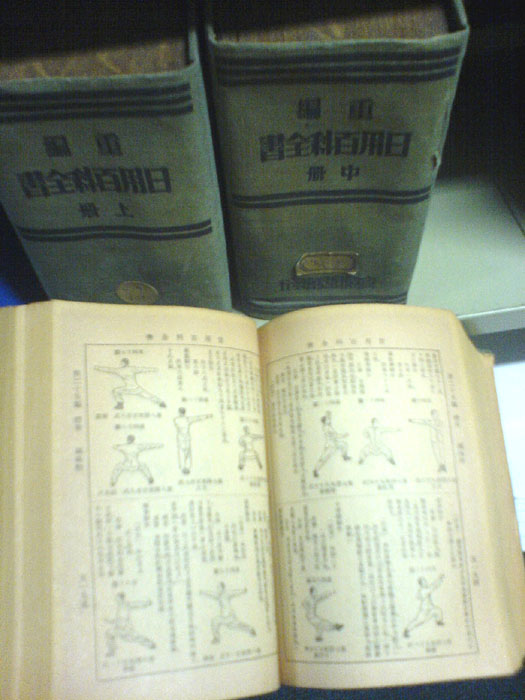
Überarbeitete Enzyklopädie zum täglichen Gebrauch, Chongbian Riyong Baike Quanshu. August 1934, Shanghai

1936 wurde das Lexikon Cihai erstmals herausgegeben und danach mehrfach revidiert.

## Volksrepublik China(中华人民共和国, Zhōnghuá Rénmín Gònghéguó, seit 1949)
- Zwischen 1980 und 1993 erschien die 73-bändige Große chinesische Enzyklopädie, plus ein Registerband, die „Encyclopaedia Sinica“ (chinesisch 中國大百科全書 / 中国大百科全书, Pinyin Zhōngguó dà bǎikē quánshū – „Große chinesische Enzyklopädie/‚Encyclopaedia Sinica‘“) im (chinesisch 中國大百科全書出版社 / 中国大百科全书出版社, Pinyin Zhōngguó dà bǎikē quánshū chūbǎnshè – „Verlag der Großen chinesische Enzyklopädie“).
- 1995 erschien die Enzyklopädie der chinesischen Küche (Zhongguo Pengren Baike Quanshu) im Verlag (chinesisch 中國大百科全書出版社 / 中国大百科全书出版社, Pinyin Zhōngguó dà bǎikē quánshū chūbǎnshè – „Verlag der Großen chinesischen Enzyklopädie“).
- Cihai (chinesisch 辭海 / 辞海 – „Meer der Wörter“); Shanghai: Shanghai cishu chubanshe 2002; ISBN 7-5326-0839-5. Diese jüngste Ausgabe des traditionellen Standardwerks ordnet den Wortbestand erstmals in alphabetischer Reihenfolge nach der Pinyin-Schreibung.

### Online-Enzyklopädien
Die chinesischen Online-Enzyklopädien Baidu Baike, Haosou Baike und Baike.com sind kommerziell und kennen keine Relevanzbeschränkungen wie die chinesischsprachige Wikipedia.
|                | chinesischsprachige Wikipedia                        | Baike.com (Hudong)                       | Baidu Baike                             | Haosou Baike                             |
|                | chinesisch 中文维基百科, Pinyin zhōngwén wéijī bǎikē | chinesisch 互动百科, Pinyin hùdòng bǎikē | chinesisch 百度百科, Pinyin bǎidù bǎikē | chinesisch 好搜百科, Pinyin hǎosōu bǎikē |
| -------------- | ---------------------------------------------------- | ---------------------------------------- | --------------------------------------- | ---------------------------------------- |
| Artikelzahl    | 1.169.179 (9. Januar 2021)                           | 14.711.790 (25. Mai 2016)                | 22.729.826 (9. Januar 2021)             | 16.904.196 (25. Mai 2016)                |
| Gründungsdatum | Oktober 2002                                         | 19. Juni 2005                            | 20. April 2006                          | 1. Mai 2013                              |
| Betreiber      | Wikimedia Foundation                                 | Hudong (kommerziell)                     | Baidu (kommerziell)                     | Qihoo 360 (kommerziell)                  |
| URL            | www.zh.wikipedia.org                                 | www.baike.com                            | www.baike.baidu.com                     | www.baike.so.com                         |

## Belege
1. ↑  Ulrich Theobald: Chinese Literature - Lüshi chunqiu 呂氏春秋 (www.chinaknowledge.de). Abgerufen am 17. März 2021 (englisch).
2. ↑  Ulrich Theobald: Erya 爾雅 (www.chinaknowledge.de). Abgerufen am 17. März 2021 (englisch).
3. ↑  Ulrich Theobald: Shuowen jiezi 說文解字 (www.chinaknowledge.de). Abgerufen am 17. März 2021 (englisch).
4. ↑  Ulrich Theobald: Tongdian 通典 (www.chinaknowledge.de). Abgerufen am 17. März 2021 (englisch).
5. ↑  Ulrich Theobald: Chinese Literature - Yiwen leiju 藝文類聚 (www.chinaknowledge.de). Abgerufen am 17. März 2021 (englisch).
6. ↑  Ulrich Theobald: Tongzhi 通志 (www.chinaknowledge.de). Abgerufen am 17. März 2021 (englisch).
7. ↑  Ulrich Theobald: Chinese Literature - Taiping yulan 太平御覽 (www.chinaknowledge.de). Abgerufen am 17. März 2021 (englisch).
8. ↑  Ulrich Theobald: Chinese Literature - Cefu yuangui 冊府元龜 (www.chinaknowledge.de). Abgerufen am 17. März 2021 (englisch).
9. 1 2  Ulrich Theobald: Wenxian tongkao 文獻通考 (www.chinaknowledge.de). Abgerufen am 17. März 2021 (englisch).
10. ↑  Ulrich Theobald: Chinese Literature - Yuhai 玉海 (www.chinaknowledge.de). Abgerufen am 17. März 2021 (englisch).
11. ↑  Ulrich Theobald: Chinese Literature - Sancai tuhui 三才圖會 (www.chinaknowledge.de). Abgerufen am 17. März 2021 (englisch).
12. ↑  Restauierung der "Enzyklopädie Yongle" durch die chinesische Nationalbibliothek. Abgerufen am 9. Juni 2018.
13. ↑  Enzyklopädie aus der Zeit des Niedergangs der Ming-Dynastie. Abgerufen am 17. März 2021.
14. ↑  Ulrich Theobald: Chinese Literature - Gujin tushu jicheng 古今圖書集成 (www.chinaknowledge.de). Abgerufen am 17. März 2021 (englisch).